# Aknay János
Aknay János (Nyíregyháza, 1949. február 28. –) a Nemzet Művésze címmel kitüntetett, Kossuth-díjas magyar festő és szobrász. A posztgeometrikus alkotók egyik kiemelkedő egyénisége.

## Élete
Aknay János és Bíró Anna gyermekeként született.
1959–1963 között a Debreceni Képzőművészeti Körben tanult, ahol tanárai voltak többek között Veress Géza, Nagy Ferenc, Menyhárt József, Félegyházi László, Berky Nándor, Bíró Lajos. Középiskolai tanulmányait a Képző- és Iparművészeti Gimnáziumban végezte 1963–1967 között.
1970-től Szentendrén él. 1972-ben a Vajda Lajos Stúdió egyik alapító tagja volt. 1976–1984 között a Fiatal Képzőművészek Stúdiójának tagjai közé választották. 1980-tól a Szentendrei Grafikai Műhely tagja. 1985–1993 között a zebegényi Szőnyi István Művészeti Szabadiskola rajz-, majd festőtanáraként működött. 1986-ban az Art-éria Galéria, 1994-ben pedig a Patak képzőművészeti csoport egyik alapítója volt. 1987–1993 között a Képzőművészeti Szövetség Pest megyei művezető titkári teendőit látta el. 1992-től a Szentendrei művésztelep, 1995-től a nagycenki Horváth&Lukács Galéria, 1994-től pedig a németországi zella-mehlisi Mythen képzőművészeti csoport tagja.
1988-ban az MDF egyik alapító tagja lett.

## Művészete
Művészete szervesen illeszkedik a szentendrei hagyományokba, a Vajda Lajos Stúdió Vajda Lajos, Korniss Dezső, Bálint Endre, Barcsay Jenő, Deim Pál nevével fémjelzett konstruktív-szürrealista irányzatba. Motívumai: ház, angyal, bábu, kereszt, ablak, végül teljesen egyéni stílust a magyar és székely rovásírás motívumainak alkalmazásával teremtett.

## Magánélete
1975-ben feleségül vette Récsey Ágnest. Gyermekeik: Csaba (1976), Sarolta (1978–1986), Zoltán (1979), Janka (2011).

## Köztéri művei[1]
- Angyal (fa, fém, festett műgyanta, aranyfüst, c. 300x350x230 cm) a Sztaravoda út és a 11-es főút találkozása, Szentendre (1995)
- Freskó Budapesten az újpalotai Agritek Rt. megbízásából (Műanyagbázisú kültéri falfesték, c. 300x1200 cm) (2001)
- Ilona-majori őrangyal (akril, falemezek, építmény, kb. 50x50x220 cm) Nagycenk, (2002)
- Pilisszentlászlói pléhkrisztus (olaj, vegyes technika, vaslemez, magasság: c. 2,8 m) (2007)
- A Megváltó (2010) (akril, vászon, oltárkép, 300X200 cm) Balatonboglár, evangélikus templom, (2011)

## Műtermi képek (válogatás)
- Forradalom (1956)
- Huszárroham (1956)
- 1956 (1956, 1957)
- Csatajelenet (1956–1958)
- Nagyapám (1961)
- Férfifej (1963)
- Önarckép (1963, 1965, 1966, 1970)
- Szent Iván (Önarckép) (1964)
- Csendélet (1963, 1964, 1967)
- Nagyapám emlékére (1966)
- Tanulmányfej (1969)
- Zsuzsa (1969)
- Akttanulmány (1969)
- Női akt (1970)
- Város (1970, 1973, 1974, 1976, 1977, 2003)
- Akt (1970)
- Tájkép (1970)
- Viszonyok (1972, 1976, 1977)
- Kollázs (1972)
- Szentendre (1972, 1973, 1976)
- Rovásírásos önarckép (1973)
- Álom (1973)
- Háztetők (1973)
- Motívumok (1973)
- Jel (1974)
- Szentendrei architektúra (1974)
- Szentendrei házak (1974)
- Mária Jézussal (1974)
- Kálváriaangyal (1974, 1975, 2001)
- Angyali üdvözlet (1974)
- Ég és föld között (1974)
- Városvédő angyal (1975, 1998)
- Motívumok II. (1975)
- Őrangyal (1976, 1999, 2001)
- Szentendrei motívumok I. (1976)
- Ház I. (1976)
- Kálvária (1976)
- Templom I. (1976)
- Templomtéri templom (1976)
- Templomok III. (1976)
- Ági (1976)
- Ablakok (1976)
- Tanulmány III. (1977)
- Háztetők sorozat II. (1977)
- Murális kép (1977)
- Murális tanulmány I.-III. (1977, 1979)
- Murális tanulmány IV. (1979)
- Murális tanulmány V. (1978)
- Murális tanulmány (1978)
- Murális terv (1978)
- Viszonyok I.-IV. (1978)
- Viszonyok VI. (1978)
- Ablak I.-III. (1978)
- Város II. (1978)
- Szerkezet (1978)
- Tanulmány I. (1978)
- Kompozíció III. (1978)
- Motívumok I-II. (1979)
- Motívumok IV. (1979)
- Tanulmány (1979)
- Tanulmány szitára (1979)
- Térkonstrukció (1979)
- Viszonyok VII. (1980)
- Konstrukció (1980)
- Kapcsolat (1981)
- Kitörés (1981, 1989, 1998)
- Ellentét (1981)
- Félig nyitva (1981)
- Születés (1981, 1999, 2001, 2002)
- Szállj le a felhőmről (1984)
- Metamorfózis (1985)
- Rovásrajz (1986)
- A nagy utazás (1987, 2001)
- Ballada (1988)
- Gravitáció (1988)
- Üzenet (1989, 1992)
- Angyal születik (1990)
- Csillagok között (1991)
- Nagy utazás (1991, 1995, 1999)
- Égi vándor (1991, 1995, 1999)
- Zoli (1992)
- Angyal (1992, 1996)
- Amikor a nap feljön (1993)
- A látogató (1993, 1998)
- A jó hírt hozó angyal (1994)
- Útközben (1994)
- Álomangyal I.-II. (1994)
- Angyal érkezik (1995, 1998, 2002)
- Angyalikon (1995, 1996)
- Alkony (1996)
- Kőhegy (1996)
- Angyal-pár (1996)
- A hegyen táncoló angyal (1997)
- Hajnali angyal (1997)
- Kálváriadomb (1998)
- Védőangyal (1998)
- Magányos angyal (1998)
- Víz felett (1998)
- A jel (1998)
- Dr. Nagy János (1999)
- Halott angyal (1999)
- Hajnali hasadás (1999)
- Őrangyal (2000, 2002, 2003, 2006)
- Találkozás (2000)
- Freskó Budapesten (2001)
- Kék angyal (2001)
- Kapcsolat I.-IV. (2001)
- Filip (2002)
- Ég és föld között (2002)
- Az időutazó angyal (2002)
- Vidám angyal (2003)
- Cím nélkül (2004)
- Angyalkapu (2004)
- Ébredő város (2005)
- Hajnal (2006)
- Hírnök érkezik (2006)
- Emlék (2007, 2008, 2009)
- Cigerhegy (2008)

## Csoportos kiállításai (válogatás)
- 1997 Vajda Lajos Stúdió Galéria, VLS Pinceműhely, Szentendre; Patak-csoport; kiállító művészek: Aknay János, Gubis Mihály, Kéri Mihály, Puha Ferenc, Somogyi György.
- 2005 Vízivárosi Galéria, Budapest Között – Magyar posztgeometrikus művészet II.; kiállító művészek: Aknay János, Boros Tamás, Eszteri Zsolt, Gál András, Kaposy K. Ödön, Kréher Péter, Matzon Ákos, Nagy Imre Gyula, Orbán Sándor, Oroján István, Tőkey Péter, Wolsky András.
- 2009 Nemzeti Táncszínház Kerengő Galériája, Budapest ; Mai válaszok Albert Gleizes gondolataira; kiállító művészek: Aknay János, Ábrahám Rafael, Balogh László,[2] Baska József, Csík István, Dréher János, Fajó János, Magén István, Matzon Ákos, Mórotz László, Nemcsics Antal, Paizs Péter, Serényi H. Zsigmond, Székhelyi Edith, Vágó Magda.
- 2012 Régi Művésztelepi Galéria, Szentendre; Ámos Imre és a XX. század – kortárs összművészeti kiállítás
- 2013 Dunaszerdahely, Kortárs Magyar Galéria; Pécs, Fő téri Galéria; Berlin, Collegium Hungaricum Berlin; Budapest, Rumbach Sebestyén utcai zsinagóga – Ámos Imre és a XX. század – kortárs összművészeti kiállítás
- 2014 Varsói Zsidó Történeti Intézet, Wroclaw zsinagóga – „Hol van a te testvéred?” – Ámos Imre és a XX. század – kortárs összművészeti kiállítás

## Művei közgyűjteményekben
- Baász I. Művészeti Alapítvány, Sepsiszentgyörgy
- Kortárs Gyűjtemény, Salzburg
- Kortárs Magyar Gyűjtemény, Dunaszerdahely
- Modern Művészetért Közalapítvány, Dunaújváros
- Ferenczy Múzeum, Szentendre
- Székesfehérvári Egyházmegye Kortárs Művészeti Gyűjtemény, Székesfehérvár
- Balatonboglári Evangélikus Egyházközség, A Megváltó című oltárkép, Balatonboglár

## Kötetei
- Hann Ferenc: Aknay János. Beszélgetés a festővel; tan. Jan van Dam, Prakfalvi Endre; Szentendrei Képtár, Szentendre, 1989
- Angyalos könyv; szerk. Novotny Tihamér; VLS Kulturális Egyesület, Szentendre, 2004
- Az emlék jelene; tan. P. Szabó Ernő; Zsolnay Örökségkezelő Nonprofit Kft., Pécs, 2015
- Angyali geometria; Rómer Flóris Művészeti és Történeti Múzeum, Győr, 2017
- Égi és földi geometria. Regionális Összművészeti Központ, 2019. február 28–április 28.; szerk., Nátyi Róbert; Reök, Szeged, 2019

## Társasági tagság
- Vajda Lajos Stúdió

## Díjak, elismerések (válogatás)
- A Fiatal Képzőművészek Stúdiójának ösztöndíja (1977)
- "Az év grafikája" díja, Szentendrei Grafikai Műhely (1988)
- Neufeld Anna-díj (1989)
- Pest Megye Művészetéért Díj (1996)
- Pro urbe Szentendre (1996)
- Munkácsy Mihály-díj (2002)
- Kossuth-díj (2010)
- A Magyar Érdemrend tisztikeresztje (2017)
- Magyar Örökség díj (2018)[3]
- A Nemzet Művésze (2021)